# 徐淮片
徐淮片是中原官话的一个分支，又称为徐淮方言，代表为徐州话。2005第2期《方言》学者贺巍发表的《中原官话分区（稿）》中，将分布于江苏、安徽、山东、河北、河南五省的中原官话东半部分做了重新分区，分为兖菏片、徐淮片、郑开片、洛嵩片、南鲁片、漯项片、商阜片、信蚌片八片。

## 分布
按照《中原官话分区（稿）》最新的分法将中原官话分为兖菏片、徐淮片、郑开片、洛嵩片、南鲁片、漯项片、商阜片、信蚌片、汾河片、关中片、秦陇片、陇中片、南疆片等十三片。
中原官话的徐淮片，主要分布于淮海地区，具体为苏北区域的徐州、宿迁、连云港，及皖北区域的淮北、宿州，以及鲁南区域的枣庄、临沂等地区。
江苏北部：徐州市；宿迁市（宿城区、宿豫区）； 连云港市（东海县、赣榆区）。
安徽北部：淮北市（市區）；宿州市（碭山縣、蕭縣、埇桥区北部）。
山东南部：枣庄市（市區）；济宁市（微山县）；临沂市（郯城縣）

## 语调特点
中原官话在语音上与普通话颇为接近，大部分操中原官话的人可以与说普通话的人自由通话。在语音上值得注意的地方有以下几点： 知照组字与精组字的分合。简单说来也就是平舌音与翘舌音的区别与否，以及区别方式。
中原官话中存在三种模式： 
a.知照组读舌尖后音（即卷舌音），精组读舌尖前音（即平舌音）。郑州、开封等地即属此类。
b.合口字读舌尖后音；开口字中，止摄知组（如知、池）读舌尖后音，照组（如纸、翅）读舌尖前音；除止摄外，知组三等字（如张、场）、章组（如周、手）读舌尖后音，知组二等字（如罩、茶）、庄组（如查、沙）、精组读舌尖前音。洛阳、徐州等地属于此类。 
c.知照组、精组字均读舌尖前音。